# Ein Kampf um Rom
Ein Kampf um Rom è un romanzo storico scritto da Felix Dahn nel 1876.

## Trama
Dopo la morte di Teodorico il Grande, i suoi successori tentarono di mantenerne l'eredità: un Regno ostrogoto indipendente. Contro di loro si mosse l'Impero bizantino, governato dall'imperatore Giustiniano I. Fu lui a tentare di ripristinare l'Impero romano come era conosciuto prima delle invasioni barbariche, organizzando il tutto dal suo palazzo a Costantinopoli. Il tentativo richiedeva la conquista della penisola italiana e, in particolare, Roma. Gli ostrogoti Vitige, Totila e Teia successero cronologicamente a Teodorico nel ruolo di re degli Ostrogoti, e fu loro il compito di difendere il regno. Vennero aiutati da Ildebrando, fedele compagno di Teodorico. I nomi dei capitoli del libro seguono la cronologia dei re Goti.
Nel frattempo un (immaginario) prefetto romano del clan dei Cethegus voleva anch'esso restaurare l'impero romano. Esso rappresenta la maggioranza della popolazione composta di ex cittadini dell'Impero Romano d'Occidente. Anche lui voleva sbarazzarsi dei Goti, mantenendo contemporaneamente i bizantini fuori dalla "sua Italia".
Alla fine i bizantini sconfiggono gli Ostrogoti e Cethegus, prendendo possesso dell'Italia. Cethegus muore in un duello con il re goto Teia. La guerra per l'antica Roma termina con la battaglia dei Monti Lattari nei pressi del Vesuvio, dove gli Ostrogoti tentano di difendere una stretta gola (una scena che ricorda la battaglia delle Termopili) e, una volta sconfitti, vengono spinti a nord fino all'isola di Thule da dove provengono.

### Contesto letterario
Il libro descrive la lotta tra gli Ostrogoti in Italia e l'Impero bizantino, raccontandone la sconfitta. Il motivo principale del libro è sintetizzato nel poema alla fine: Fate strada, voi, per la nostra processione. | Noi siamo gli ultimi Goti. | Non portiamo una corona con noi, | Portiamo solo un cadavere. [ ... ]. Il cadavere di cui parlano è quello dell'ultimo re, Teia, che nel corso della storia simboleggia la caduta del prestigio di queste persone a partire dalla morte di Teodorico. Durante il regno dell'imperatore Guglielmo II il libro venne interpretato come critica alla decadenza, mentre dopo la seconda guerra mondiale venne interpretato, retrospettivamente, come previsione della caduta dell'impero tedesco.
Oltre ad avere una trama ricca di intrighi, il romanzo sulla lotta per la conquista del potere sull'antica Roma, e specialmente sugli atti di eroismo e sulle morti eroiche al suo interno. Per questo motivo venne presto considerato un romanzo per ragazzi nel neonato impero germanico (1871).
Dahn, essendo uno storico, incorporò numerosi dettagli storici nella storia. In ogni caso fu capace di creare nuovi personaggi mai esistiti se erano necessari per lo svolgimento del romanzo (ad esempio il già citato Cethegus).

## Personaggi principali
I seguenti gruppi di persone sono essenziali per la storia.

### Ostrogoti
L'inizio della storia si focalizza sull'erede di Teodorico il Grande, il nipote Atalarico. Essendo egli minorenne, la madre Amalasunta gestì il potere in nome suo. Quando Atalarico morì prematuramente, si perse la speranza di un capo del livello di Teodorico. Amalasunta pensò ad una fusione con l'impero bizantino, nonostante il parere contrario della popolazione, che la considerava una traditrice.
Il vecchio Ildebrando propose un'alleanza tra lui, Totila, Vitige e Teia al fine di salvare il regno. Totila viene descritto come un giovane carismatico che (come Teodorico) avrebbe voluto fondere la civiltà romana e la forza gotica. Questa cosa è simbolizzata dalla sua relazione con l'italiana Valeria. Vitige è un saggio, un uomo maturo, che sacrifica il suo matrimonio felice con Rauthgundis per sposare la figlia di Amalasunta, Matasunta. Teia è un uomo scuro, avvilito, che prevede la sconfitta del regno. Anche se sa di essere predestinato alla sconfitta, adotta la filosofia germanica di affrontare il fato con coraggio, per poter essere ricordato con onore. Il motivo della sua visione pessimistica è in una tragedia che costa la vita alla fidanzata. La natura di questa tragedia viene tenuta segreta per buona parte del libro. La storia si dipana tra questi tre personaggi divenuti re contro la loro volontà, parlando del loro fallimentare tentativo di salvare il regno.

### Bizantini
Non furono tanto Giustiniano I e la moglie Teodora a progettare la riconquista dell'Italia, quanto i loro generali Belisario e Narsete. Belisario aveva già sconfitto i Vandali ed era determinato a fare la stessa cosa con gli Ostrogoti, ma fallì nel tentativo. Narsete, astuto stratega, non perse invece l'opportunità di sottomettere i Goti.
Durante le campagne militari, lo storico Procopio è presente per raccontarne lo svolgimento. In effetti egli è la fonte principale delle notizie che abbiamo sulla guerra gotica, e quindi anche la principale fonte usata da Felix Dahn per scrivere il romanzo. L'opera di Procopio è intrecciata come sottotrama circa intrighi e complotti di Teodora nei confronti di Giustiniano.

### Romani occidentali
Il più interessante personaggio romano è il fermo ed astuto narcisista Cethegus. Al contrario di molti altri personaggi non è una figura realmente esistita, mentre invece lo è la famiglia patrizia cui sarebbe appartenuto. Si contrappose sia agli Ostrogoti che ai bizantini, tentando di ricostruire l'impero romano d'Occidente, ma senza rivelare agli altri i propri fini. Al fine di raggiungere l'obbiettivo tenta di rovinare le relazioni tra Ostrogoti e bizantini. Tutti i cospiratori a lui alleati sono membri delle famiglie patrizie che hanno perso il loro potere in seguito all'arrivo dei Goti. Un altro personaggio minore è Papa Silverio, anch'esso coinvolto nella cospirazione.

## Adattamenti cinematografici
Questo libro ha subito due adattamenti cinematografici per film prodotti da Robert Siodmak, e che hanno avuto nel cast (tra gli altri) Orson Welles:
- Kampf um Rom I (1968)
- Kampf um Rom II - Der Verrat (1969)

## Edizioni
- Felix Dahn, Ein Kampf um Rom, Lipsia, Breitopf & Sartel, 1876-1878 (3 volumi),  p. 1296.
- Felix Dahn, A Struggle for Rome — The Ostrogoths and Belisarius, traduzione di Lily Wolffsohn, Londra, Richard Bentley & Son, 1878, OCLC 36745149.
- Felix Dahn, trad. Herb Parker, A Struggle for Rome, Athena Press Ltd., 9 settembre 2005, ISBN 1-84401-444-4, OCLC 63393592.
- Ein Kampf um Rom (PDF; ristampa dell'edizione del 1888 nella biblioteca Arno-Schmidt-Referenz di GASL) (PDF), su gasl.org.